# جزیره چیدوبا
جزیره چیدوبا (برمه‌ای: မာန်အောင်ကျွန်း) یکی از جزایر خلیج بنگال نزدیک به جزیره رامره و متعلق به میانمار است که قبلاً متعلق به میانمار بود. بیشترین طول آن ۳۳ km و مساحت حدودی آن ۵۲۳ km² است.